# Carl Anders (General)
Carl Ulrich Paul Anders (* 31. August 1893 in Günz (Pommern); † 28. Januar 1972 in Prien am Chiemsee) war ein Generalmajor der deutschen Wehrmacht im Zweiten Weltkrieg.

## Leben
Carl Anders absolvierte nach dem Schulbesuch eine Offiziersausbildung und trat dafür als Fahnenjunker am 1. April 1912 in die Armee ein. Am 18. Juli 1913 wurde er mit Patent zum 19. Juli 1911 im Infanterie-Regiment 152 zum Leutnant befördert und nahm später am Ersten Weltkrieg teil. Zum 10. September 1919 wurde er mit dem Charakter als Hauptmann aus der Armee entlassen.
Zum 1. Oktober 1933 wurde er als L-Offizier in die Reichswehr aufgenommen und am 1. April 1934 zu den aktiven Truppenoffizieren überführt. Er wurde hierfür Hauptmann mit dem RDA zum 1. April 1933 kam zum 3. Infanterie-Regiment. Am 1. Januar 1937 wurde er zum Major befördert. Ab 10. November 1938 war er Kommandeur des II. Bataillons des Infanterie-Regiments 45 bei der 21. Infanterie-Division und blieb dies auch über den Kriegsbeginn hinweg. Er war dann vom 6. Februar bis 28. Oktober 1940 Kommandeur des I. Bataillons des 505. Infanterie-Regiments der 291. Infanterie-Division und wurde als solcher am 1. April 1940 zum Oberstleutnant befördert. Im Anschluss war er zwischen dem 28. Oktober und dem 18. November 1940 kurzzeitig Kommandeur des I. Bataillons des 581. Infanterie-Regiments der 306. Infanterie-Division sowie vom 18. November 1941 bis 11. Januar 1942 zunächst kommissarischer Kommandeur und anschließend bis zum 8. September 1944 Kommandeur des 484. Infanterie-Regiments der 254. Infanterie-Division. Dort erfolgte am 1. April 1942 seine Beförderung zum Oberst. Verleihung des Ritterkreuzes am 4. Mai 1944 als Oberst.
Anders war während der Abwesenheit von Generalleutnant Werner Schmidt-Hammer vom 8. September bis zum 12. Dezember 1944 kommissarischer Kommandeur der 168. Infanterie-Division. Nach einer darauf folgenden Reservestellung wurde er am 31. Dezember 1944 zunächst kommissarischer Kommandeur sowie anschließend am 12. Januar 1945 Kommandeur der 88. Infanterie-Division und verblieb in dieser Verwendung bis zur Zerschlag der Division im Zuge der Weichsel-Oder-Operation der Roten Armee am 31. Januar 1945. Noch am 30. Januar 1945 wurde er, weil es in Berlin keine Kenntnis über seine Gefangennahme gab, zum Generalmajor befördert. Er war am 27. Januar 1945 in sowjetische Kriegsgefangenschaft geraten.
Nach dem Krieg wohnte er in Dahlerau.